# Lenguas

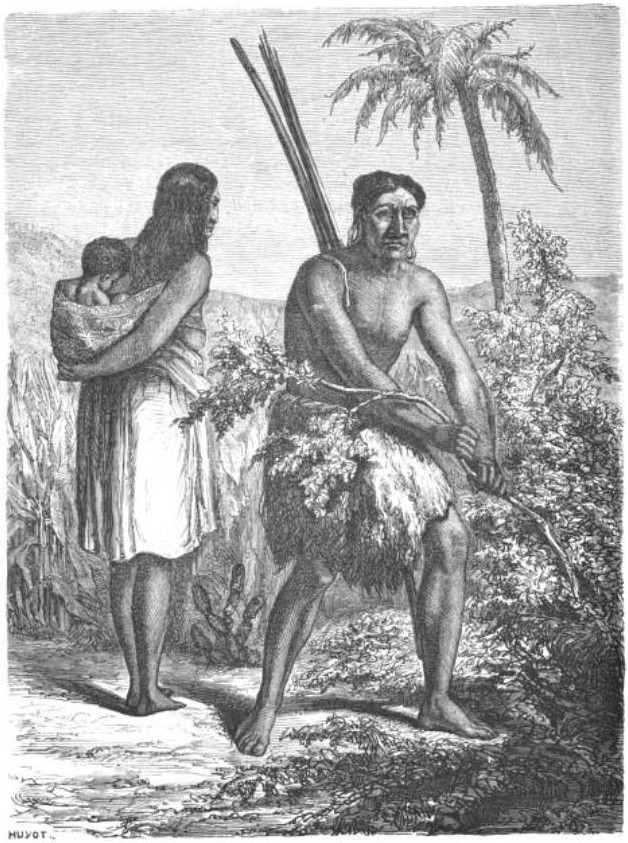
Représentation de Lenguas dans une grave de 1861 publiée dans la revue Le Tour du Monde.

Les Lenguas ou Enxet sont un peuple amérindiens du Gran Chaco en Argentine, au Paraguay et en Bolivie.

## Description
Composé d'environ 17 000 individus, le peuple était à l'origine des chasseurs-cueilleurs mais beaucoup sont de nos jours obligés de compléter leurs moyens de subsistance en travaillant comme ouvriers dans les ranchs de bétail qui ont empiété sur leur habitat forestier naturel en déclin. Néanmoins, les Lenguas sont toujours engagés dans un conflit en cours avec le gouvernement et les éleveurs, qui veulent détruire ce qui reste de la forêt pour ouvrir la terre à une colonisation massive.
Seule une poignée de Lenguas est encore en mesure de maintenir son mode de vie traditionnel, tandis que la majorité vit dans de petites colonies parrainées par diverses organisations missionnaires.
Leurs langues sont l'enxet et l'enlhet.

## Histoire
Alfred Demersay rencontre le peuple lors de son expédition dans la province du Chaco en 1844-1846.
Louis Figuier, dans un récit imprégné des préjugés raciaux de son époque, décrit le peuple désobligeamment : « Les Lenguas, comme tous les Indiens, deviennent hideux en vieillissant... ».
Leur médecine est décrite par Richard Cortambert dans son ouvrage Asie, Amérique, Océanie en 1879 : « Les Lenguas ont des payes ou médecins qui n'administrent aux malades que de l'eau et des fruits et pratiquent des succions avec la bouche sur les plaies... ».